# Rosen, die der Sturm entblättert
Rosen, die der Sturm entblättert ist ein 1917 entstandenes deutsches Stummfilmmelodram mit Pola Negri, Ernst Hofmann und Maria Widal in den Hauptrollen.

## Handlung
Margot Hallberg und Anna Berger, zwei Freundinnen, besuchen beide ein und dasselbe Konservatorium. Ihre Beziehung zueinander ist äußerst innig, und aus dieser schwestergleichen Liebe heraus schenkt Margot, als sie in ihr Elternhaus  heimkehren muss, Anna einen Ring, der demjenigen, den sie selbst trägt, haargenau gleicht. Erst im Moment, in dem eine der beiden sich verloben sollte, so geloben die jungen Frauen, soll der Ring abgenommen werden dürfen. Als die zurückgebliebene Anna den ungarischen Klaviervirtuosen Arpád Lendvay kennen und lieben lernt, schenkt sie diesem zur Verlobung Margots ihr überlassenen Freundschaftsring. Bald kommt es zum Äußersten, und Anna wird schwanger. Der verantwortungslose Windhund verlässt sie daraufhin, und Anna geht angesichts der „Schande“ aus Verzweiflung ins Wasser.
Margot hat in dem Abschiedsbrief ihrer besten Freundin keinen Anhaltspunkt erhalten, bei wem es sich um den ehrlosen Schuft handelt, der ihren Freitod ausgelöst hatte, und als sie Arpád kennen lernt, verliebt sie sich ebenfalls in ihn. Nach einem Jahr folgt erst die Verlobung, dann die Eheschließung der beiden. Als Margot in einer Kassette Annas Freundschaftsring entdeckt, wird ihr klar, wen sie da geheiratet hat. Fassungslos und erschüttert zugleich verlässt sie ihren Neu-Gatten und kehrt in ihr Elternhaus zurück, während dieser sich nach Amerika einschifft. An jedem Todestag, der nun folgt, wird Margot vor Annas Bildnis deren Lieblingslied singen.

## Produktionsnotizen
Rosen, die der Sturm entblättert entstand zum Jahresende 1917 und passierte die Filmzensur im Januar 1918. Eine österreichische Erstaufführung ist zum Ende Juni 1918 aufzuweisen, eine deutsche erst am 17. August 1918. Die Länge des Vierakters betrug 1306 Meter.

## Kritik
In Wiens Neue Kino-Rundschau heißt es: „Der vierte Film der Maria-Widal-Serie 1917-18 ist ein effektvolles, sehr gut inszeniertes und trefflich photographiertes Werk. Der recht sentimentale Inhalt erinnert an die Romane der Heimburg und Marlitt.“

## Einzelnachweis
1. ↑  „Rosen, die der Sturm entblättert“. In: Neue Kino-Rundschau, 29. Juni 1918, S. 101 (online bei ANNO).